# Dvorski potok
Dvorski potok je potok, ki se pri mestu Čatež ob Savi kot desni pritok izliva v reko Savo. 